# Das Ende der Welt – Die 12 Prophezeiungen der Maya
Das Ende der Welt – Die 12 Prophezeiungen der Maya ist ein kanadischer Katastrophenfilm aus dem Jahr 2012.

## Handlung
Am 21. Dezember 2012 erscheint über einer Kleinstadt Calvary ein dunkler Stern am Himmel, und Vögel sterben aus unerkennbaren Gründen. Am selben Tag feiert Jacey ihren 18. Geburtstag. Von ihrer Großmutter, die über die Ereignisse sehr besorgt scheint, erhält sie einen Ring geschenkt. Als Jacey diesen anlegt, wird sie von Visionen heimgesucht und das Geburtsmal auf ihrem Arm verändert sich. Ihre Großmutter erzählt ihr, dass dieser Ring seit Generationen in ihrer Familie und Jacey die Auserwählte sei. Bevor sie dies näher erläutern kann, wird sie von einem vom Himmel fallenden, riesigen Eiszapfen getötet.
Die Katastrophen werden immer häufiger, und Jacey und ihre Familie erfahren von dem alten Grant, dass sich die Prophezeiung der Maya bewahrheitet, nach der sich an diesem Tag 12 Katastrophen ereignen und die Welt untergeht. Laut einem jahrtausendealten Buch könne nur Jacey die Ereignisse aufhalten. Dazu benötigt sie allerdings fünf Ringe wie den, den sie von ihrer Großmutter bekam. Die Stadt wird unterdessen von Erdbeben, Kältewellen und Tornados heimgesucht. Während Jacey und ihr Vater Joseph nach den Ringen suchen, fällt dem Industriellen Kane das Maya-Buch in die Hände. Er deutet das Bild der Auserwählten anders, seiner Meinung nach muss Jacey geopfert werden, um den Weltuntergang aufzuhalten. Währenddessen wird die Stadt von einer Art Energiekuppel abgeriegelt, die sämtlichen Kontakt zur Außenwelt unterbindet.
Mit Hilfe eines uralten Maya-Kompasses gelingt es Jacey und Joseph, die Ringe zu finden. Kane, der mehrfach versucht, Jacey zu opfern, kann überwältigt und getötet werden. Als die Stadt kurz davor steht, durch die 12 sie umgebenden Vulkane vernichtet zu werden, gelingt es Jacey, die Apokalypse zu verhindern.

## Rezeption
Das Ende der Welt – Die 12 Prophezeiungen der Maya erhielt überwiegend negative Kritiken. Die New York Times verlieh dem Film in allen „klassischen Bewertungskategorien“ die schlechteste Note und bezeichnete ihn als „lächerliches Durcheinander“. In den New York Daily News wurde der Film, auf den Originaltitel The 12 Disasters of Christmas anspielend, als „13. Katastrophe an Weihnachten“ bezeichnet. Die Seite moviemaze.de nennt den Film „eine mäßig spannende und sichtlich billig produzierte Schnitzeljagd“ mit einer „alberne[n] wie unoriginelle[n] Handlung“, lobt jedoch die „handwerklich gute Inszenierung“ und die Leistung der Hauptdarsteller.

## Hintergrund
Der Originaltitel des Films nimmt Bezug auf das Weihnachtslied The Twelve Days of Christmas. Laut Filmaussage stammt das Lied ursprünglich von den Maya, die in der 5. Strophe („Five Golden Rings“) den Hinweis auf die fünf Ringe und damit zur Verhinderung des Weltuntergangs versteckt hätten.
Der Name der Stadt, in der der Film spielt, lautet Calvary. So lautet der englische Name von Golgota, des Hügels, auf dem Jesus von Nazaret gekreuzigt worden sein soll. Auch die Vornamen mehrerer Hauptpersonen (Joseph, Mary, Jude) verweisen auf die Bibel.